# المعهد المركزي للاقتصاد الرياضي
المعهد المركزي للاقتصاد الرياضي (بالروسية: Центральный экономико-математический институт (ЦЭМИ)) تابع للأكاديمية الروسية للعلوم هو معهد البحوث الاقتصادية يقع في موسكو. وهو يركز على النظرية الاقتصادية والاقتصاد الرياضية والاقتصاد القياسي. أنشئت عام 1963 باعتبارها مؤسسة أكاديمية للعلوم في الاتحاد السوفياتي، تحل محل مختبر الاقتصاد والطرق الرياضية التي كانت قد تأسست من قبل فاسيلي سيرجيفيتش نمشاينوف في عام 1958. وفي عام 1964 تم إنشاء فرع للمعهد في تالين، وفي عام 1966 تم تأسيس فرع لينينغراد.
‌